# 彼得·弗莱明 (网球运动员)
彼得·布莱尔·弗莱明（英語：Peter Blair Fleming，1955年1月21日—），美国前男子网球运动员，生于新泽西州查塔姆，现居纽约州格伦科夫。他曾获得温布尔登网球锦标赛男子双打冠军、美国网球公开赛男子双打冠军。他的雙打最佳拍檔是同胞約翰·麥肯羅。